# Caird & Company

Dampfschiff Cimbria der HAPAG
1866 bei Caird & Company gebaut

Caird & Co. war eine Werft im schottischen Greenock. Das 1828 gegründete Unternehmen stellte in den 1930er Jahren seinen Betrieb ein.

## Geschichte

### Die Anfänge
Das Unternehmen wurde 1828 als Konstruktionsbüro gegründet und baute unter anderem 1840/41 vier Lokomotiven für die Scottish Railways. James Tennant Caird verbrachte seine Lehrzeit im Konstruktionsbüro und begann 1839 auf der Werft John Scott & Sons in Greenock mit dem Schiffbau. Erstes Schiff unter Cairds Federführung war die mit etwa 700 BRT vermessene Margaret. Während der 1840er Jahre wurden zahlreiche Raddampfer erstellt und es gelang, einen Auftrag für den Bau von vier Schiffen für die Royal Mail Steam Packet Company zu bekommen. Nachdem 1847 die erste Schiffsdampfmaschine gebaut wurde, konnten 1852 bereits Schiffsmaschinen für die Dampfschiffe der West India Mail Packet Company geliefert werden. Im selben Jahr wurde auf der Werft ein 45-Tonnen-Kran in Betrieb genommen. Im folgenden Jahr wurde mit der Atrato das erste eiserne Schiff gebaut.

### Umzug nach Westburn

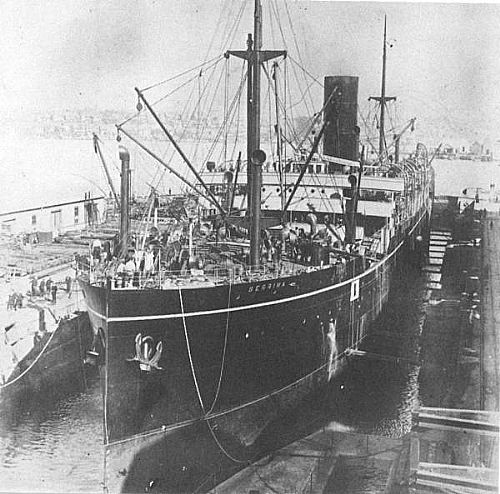
Die Berrima von 1913

1867 verließ Caird das alte „Cartsdyke mid yard“ und übernahm stattdessen das „Westburn East“ Gelände, 1871 erfolgte auch die Übernahme des „Westburn West yard“. Ab etwa 1870 wurde die Reederei Peninsular and Oriental Steam Navigation Company (P & O) zu einem der Hauptkunden der Werft, die in den folgenden Jahren insgesamt 85 Schiffe für P & O baute. Die bekanntesten deutschen Reedereien, die größere Anzahlen von Neubauten in Greenock bestellten, waren der Norddeutsche Lloyd sowie die Hamburg-Amerikanische Packetfahrt-Actien-Gesellschaft (HAPAG). Außerdem wurden in den 1880er Jahren auch noch eiserne Segelschiffe und Yachten gebaut.
Als James Caird 1888 starb, hatte seine Werft 243 Schiffe vollendet. Seine Söhne Patrick, William, Arthur und Robert übernahmen das Unternehmen und wandelten es am 19. Dezember desselben Jahres in eine Limited Company (Ltd.) um. Ab 1890 produzierte die Werft bis zum Ersten Weltkrieg 35 Stahlschiffe für Liniendienste der P & O.
Während des Ersten Weltkriegs baute die Werft einige Patrouillenboote für die Royal Navy sowie drei Einheiten der Standardkriegstypen A, fünf C-Typen und weitere zwei AO Tanker. Nebenher wurden noch einige Umbauten und Reparaturen durchgeführt. Danach waren für einige Zeit keine Neubauaufträge zu bekommen.

### Unter Harland & Wolff Egide
Nachdem Robert Caird im Dezember 1915 gestorben war, wurde das Unternehmen von Harland & Wolff übernommen, wobei Arthur und Patrick Caird weiterhin als Direktoren im Unternehmen verblieben. Der Unternehmensname Caird wurde bis 1922 beibehalten.
Nach Kriegsende investierte Harland and Wolff unter dem Namen Caird auch in benachbarte Werften und erhöhte die Werftkapazität. 1919 waren daher etwa 2.000 Arbeiter beschäftigt. Der Nachfragemangel bremste zwar in der ersten Hälfte der 1920er Jahre die Expansion der Werft, es wurden aber auch während der Krise weiterhin Schiffe in nennenswertem Umfang neugebaut. 1926 wurde allerdings auch bei Caird erstmals kein Schiff mehr zu Wasser gelassen, 1927 folgten wieder vier Neubauten und 1928 noch ein Schiff.
Bis 1935 wurden weitere Schiffe für verschiedene Eigner gebaut und die Werft danach aufgrund Nachfragemangel geschlossen und durch die National Shipbuilders Security aufgelöst. Die beiden letzten Aufträge waren die Saganaga und die Inventor. Von der ehemaligen Werft existiert heute noch der Nordwestteil, dessen Lagerhäuser heute Bestandteil des Greenock Container Terminal sind.

## Weitere Werften
- John Priestman & Company (North East England)
- Ropner Shipbuilding (North East England)
- William Doxford & Sons (North East England)